# En vivo en el Colón
En vivo en el Colón es el tercer álbum en vivo de Memphis la Blusera, en este caso con la Orquesta Sinfónica Nacional, publicado por Warner Music Argentina, en 2003.

## Lista de canciones
| N.º     | Título                                  | Escritor(es)             | Duración |  |
| 1.      | «La flor más bella»                     | Adrián Otero - Beiserman | 5:12     |  |
| 2.      | «Decime cuando (la autopista)»          | Adrián Otero - Beiserman | 4.55     |  |
| 3.      | «Estepario»                             | Adrián Otero - Beiserman | 3:31     |  |
| 4.      | «Angelitos culones»                     | Adrián Otero - Beiserman | 3:35     |  |
| 5.      | «La sirenita y el lobo de mar*»         | Adrián Otero - Beiserman | 5:27     |  |
| 6.      | «Montón de nada»                        | Adrián Otero - Beiserman | 5:14     |  |
| 7.      | «Tonto rompecabezas»                    | Adrián Otero - Beiserman | 5:58     |  |
| 8.      | «Hechicero de la jungla»                | Adrián Otero - Beiserman | 3:47     |  |
| 9.      | «Quiero vivir en un lugar (la colmena)» | Adrián Otero - Beiserman | 3:42     |  |
| 10.     | «Traigo gasolina»                       | Adrián Otero - Beiserman | 4:34     |  |
| 11.     | «Moscato pizza y fainá»                 | Adrián Otero - Beiserman | 4:34     |  |
| 12.     | «Cuentan las monedas (locura)»          | Adrián Otero - Beiserman | 2:50     |  |
| 13.     | «Irresponsable»                         | Adrián Otero - Beiserman | 3.28     |  |
| 14.     | «La bifurcada»                          | Adrián Otero - Beiserman | 4:52     |  |
| 1:00:06 |                                         |                          |          |  |

* Por cortesía de Distribuidora Belgrano Norte (DBN)